# Kloster St. Johannes (Alzey)
Das Kloster Sankt Johannes war eines der drei Zisterzienserinnenklöster in Alzey in Rheinhessen.

## Geschichte
Das Kloster entstand um 1290 als Tochterkloster des benachbarten Kloster zum Heiligen Geist. Dies hatte im Jahr 1262 von Ritter Peter von Alzey das Patronat über die Sank Johanneskapelle am Kloster erhalten. An dieser Kapelle errichtete der Orden das Kloster Sankt Johannes als neues Kloster. Beide Klöster bestanden für eine Zeit parallel. Wahrscheinlich noch im Mittelalter ging das Kloster zum Heiligen Geist in dem neuen Kloster auf.
Das Kloster Sankt Johannes war ein kommitiertes Frauenkloster des Klosters Eberbach. Dessen Abt oblag im Auftrag die Visitation des Klosters Sankt Johannes.
Zahlreiche Angehörige den Konvents stammten aus den regionalen adligen Familien, die Zuwendungen an das Kloster vornahmen. Wichtige Gönner waren die Pfalzgrafen. 1502 wurden vier Töchter von Pfalzgraf Philipp im Kloster erzogen. Der Konvent umfasste zu dieser Zeit (1501) insgesamt 29 Mitglieder zuzüglich Schülerinnen. Das Kloster bezog Einkünfte aus 22 Ortschaften.
Das Kloster wurde 1564 von Kurfürst Friedrich III. von der Pfalz im Zuge der Reformation aufgehoben und in ein Hospital zur Armenfürsorge umgewandelt. Die Klostergüter wurden in ein herrschaftliches Hofgut umgewandelt. 
Die Gebäude des Klosters, an der Dautenheimer Landstraße, wurden Ende der 1780er abgerissen. Im Jahr 1963 erfolgten Archäologische Grabungen auf dem ehemaligen Klostergelände.